# Boża Wola (powiat miński)
Boża Wola – wieś sołecka w Polsce położona w województwie mazowieckim, w powiecie mińskim, w gminie Siennica.
W latach 1975–1998 miejscowość należała administracyjnie do województwa siedleckiego.
W miejscowości znajduje się murowany dwór z 1872. Jest on zbudowany na planie prostokąta i znajduje się w kilkuhektarowym parku. Pierwszymi właścicielami byli Jan Małaszewic i Ludwik Rychter. Obecnie w dworku mieści się Centrum Konferencyjno-Formacyjne Prałatury Opus Dei, w którym odbywają się również rekolekcje.
Wierni Kościoła rzymskokatolickiego należą do parafii św. Stanisława Biskupa Męczennika w Siennicy.